# Davide Bomboi
Davide Bomboi (27 maart 2000) is een Belgisch-Italiaans wielrenner die in 2023 prof werd bij TDT-Unibet Cycling Team. Hij is een achterneef van Tom Boonen.

## Carrière
In 2023 maakte Bomboi de overstap van Team Elevate p/b Home Solution Soenens naar TDT-Unibet Cycling Team. In zijn eerste seizoen bij de ploeg werd hij onder meer vijfde in de Van Merksteijn Fences Classic, zevende in de Grand Prix Cerami en derde in de Elfstedenrace. Omdat zijn ploeg in 2024 een stap hogerop deed, werd Bomboi dat jaar prof. Zijn eerste wedstrijdkilometers van dat seizoen maakte hij in Le Samyn, waar hij elfde werd.

## Ploegen
- 2022 –  Team Elevate p/b Home Solution Soenens
- 2023 –  TDT-Unibet Cycling Team
- 2024 –  TDT-Unibet Cycling Team
- 2025 –  Unibet Tietema Rockets

Tietema · Bloem · Budding · de Vries · Inkelaar · Toussaint · Bomboi · Bouts · Loockx (vanaf 1/10) · Stockman · Vandevelde · Kopecký · Tanfield
Bloem · Bomboi · Bouts · Budding · Christophersen · de Vries · Geleijn · Huens · Huyet · Inkelaar · Johannink · Kopecký · Kyffin · Loockx · Maire · Nielsen · Paige · Pedersen · Stockman · Stokbro · Ťoupalík
Bloem · Bomboi · Budding · Carboni · Christophersen · de Vries · Eiking · Geleijn · Huens · Huyet · Inkelaar · Johannink · Kopecký · Kubiš · Kyffin · Loockx · Maire · Meris · Mouris · Nielsen · Paige · Stockman · Stokbro · Ťoupalík · Verschuren